# Wahlenbergia lobelioides
Espèce
Classification phylogénétique
Wahlenbergia lobelioides est une plante à fleur de la famille des Campanulaceae. Elle est originaire de Macaronésie.
Elle fut décrite la première fois par Carl von Linné le Jeune en 1782, sous le nom de Campanula lobelioides. Le nom spécifique, lobelioides, signale sa ressemblance avec les plantes du genre Lobelia. En 1829, Heinrich Friedrich Link effectue une révision taxinomique et place cette espèce dans le genre Wahlenbergia (Genre dont le nom honore le botaniste suédois Göran Wahlenberg). L'espèce prend alors le nom de Wahlenbergia lobelioides.

## Les aléas de sa description
La ressemblance de cette espèce avec celles du genre Lobelia amena Jean-Baptiste Bory de Saint-Vincent à placer celle-ci dans ce genre, après qu'il l'observa à Tenerife dans le cadre de la première escale de l'expédition Baudin fin 1800 : il la décrit dans le premier tome de son Voyage dans les quatre principales îles des mers d'Afrique sous le nom de lobélie Broussonet (Lobelia broussonetia) ; il entend ainsi honorer Pierre Marie Auguste Broussonet, qu'il avait rencontré lors de l'escale.
D'après Jean-Baptiste Bory de Saint-Vincent, la plante « a des amas de racines très-fibreuses, dont s'élève une tige rameuse qui se divise un peu après la sortie de la boue qui la nourrit ». Il ajoute que « ses feuilles sont tendres, d'un vert clair, entières, obrondes et alongées en pétiole vers la base » tandis que « les pédoncules sont très-grêles, longs, avec une petite bractée lancéolée vers le milieu et portant une petite fleur (rarement deux) égale, blanche, ou maculée ».
D'après le naturaliste, la plante « diffère de la Lobelia erinus L., parce que celle-ci n'a pas de tiges, et a les fleurs bleues ». Par ailleurs, elle se distinguerait du Laurentia parce que celui-ci a « les feuilles crénelées et les corolles bleuâtres ». Enfin, elle diffèrerait des Minuta par ses pédoncules et des Erinoides parce que ces dernières ont des feuilles violettes et des feuilles dentées. À ce titre, remarque tardivement Bory de Saint-Vincent, la plante figure déjà dans l'herbier de Jussieu accompagnée d'une étiquette de la main de Joseph Pitton de Tournefort.

## Synonymes
- Campanula lobelioides L.f.
- Lobelia broussonetia Bory